# Windkraftanlagentestfeld Østerild

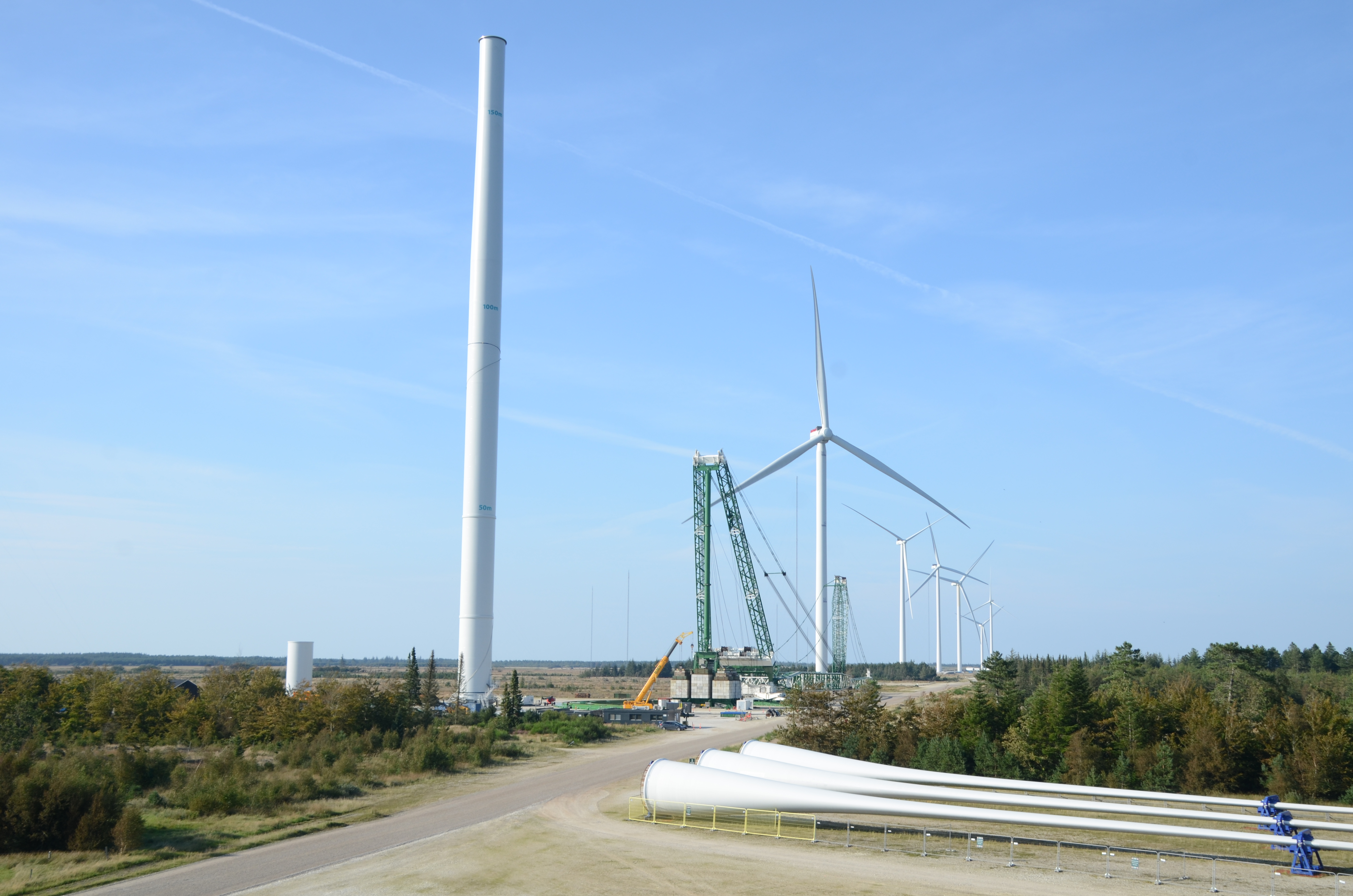
Das Windkraftanlagentestfeld im August 2024

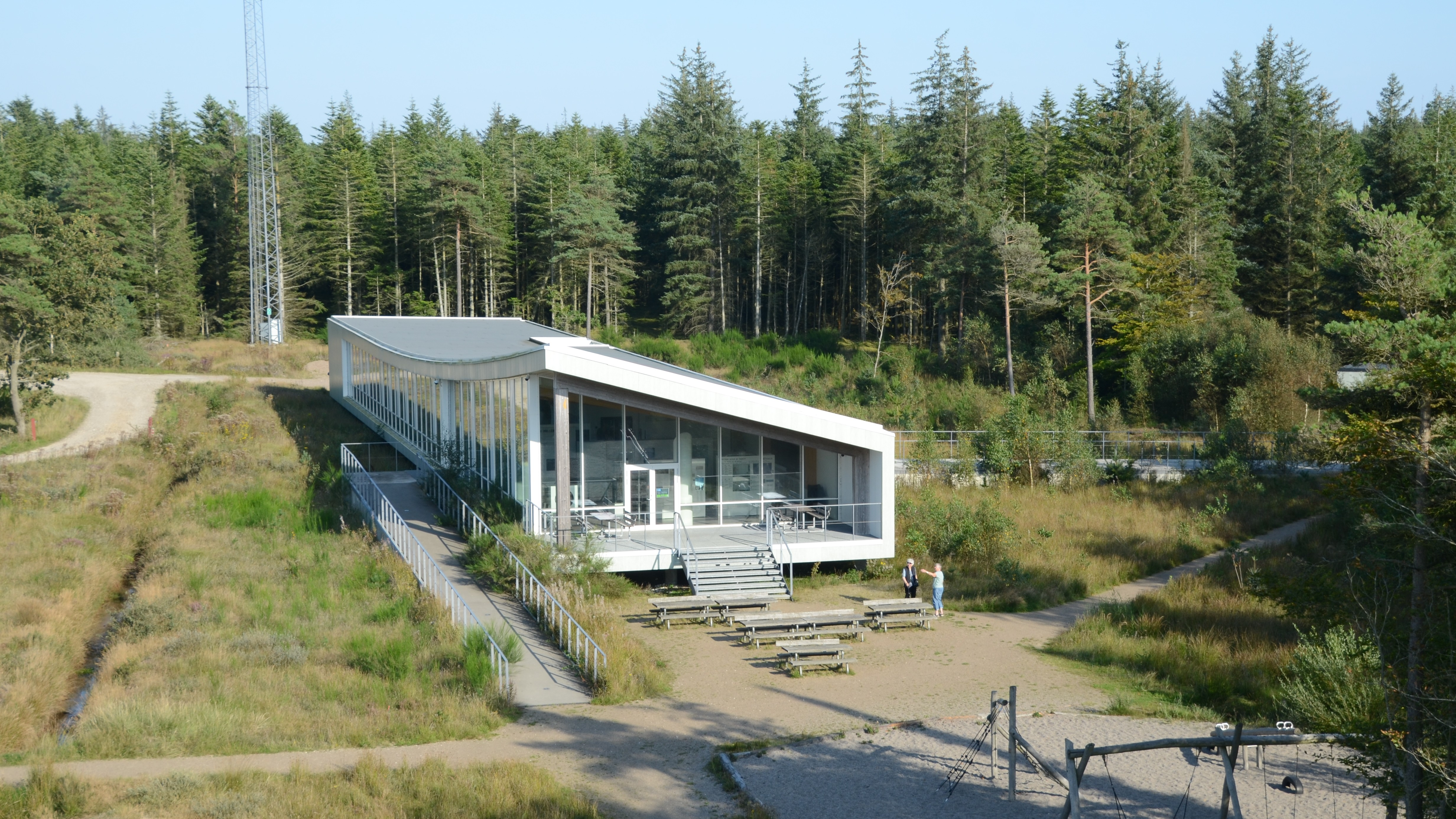
Besucherzentrum

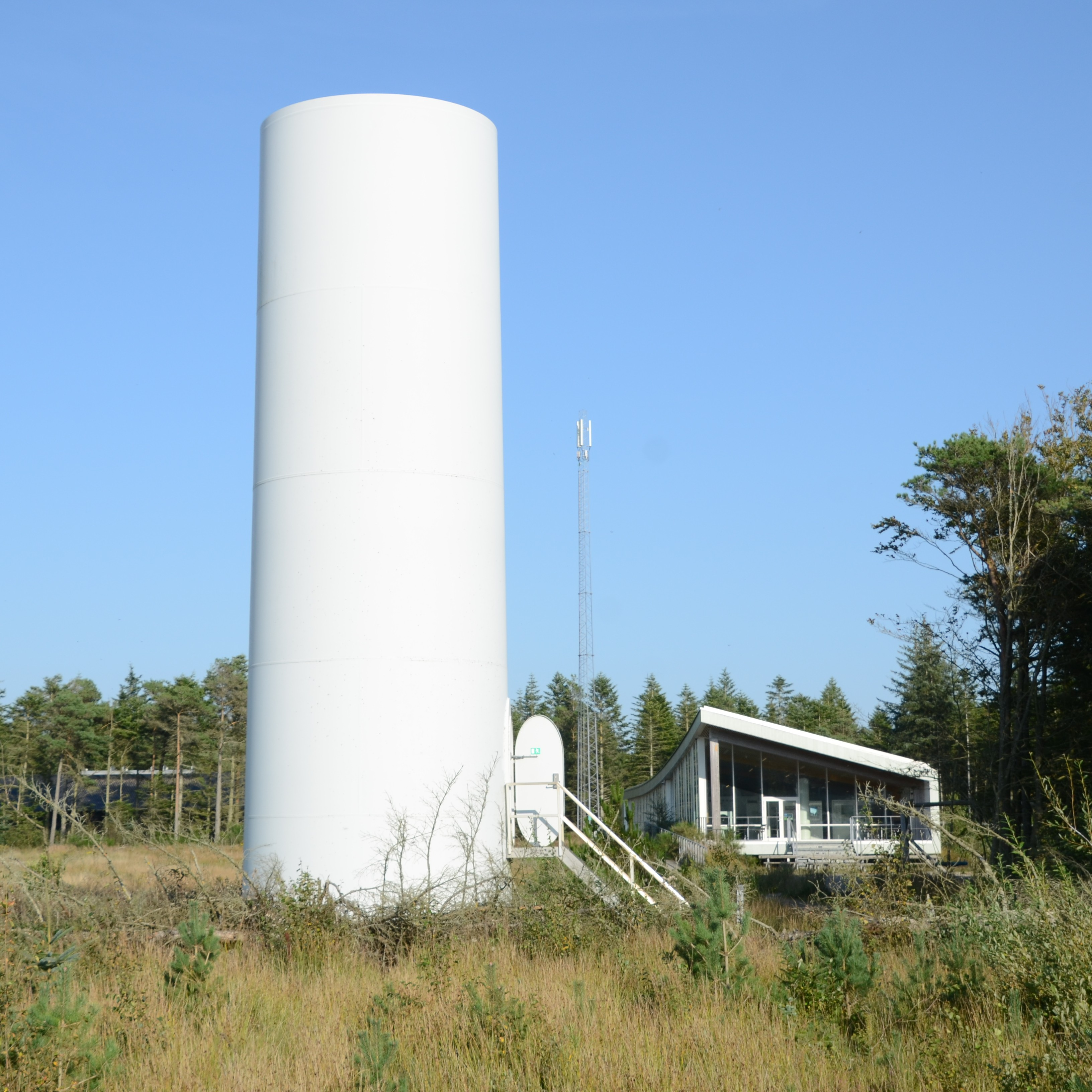
Aussichtsturm

Das Windkraftanlagentestfeld Østerild (dänisch Nationalt testcenter for store vindmøller, dt. Nationales Testcenter für große Windkraftanlagen) ist ein Testfeld zur Erprobung von Windkraftanlagen mit einer Gesamthöhe von bis zu 330 Metern in der Nähe von Thisted-Østerild in Dänemark. Das Testfeld wurde 2012 eingerichtet und wird seitdem von der Danmarks Tekniske Universitet (DTU) betrieben. Im Testfeld gibt es neun Teststände für Windenergieanlagen, von denen vier im Besitz der Anlagenhersteller Vestas Wind Systems und Siemens Gamesa Renewable Energy befinden, die übrigen fünf werden von der DTU betrieben und vermietet.
Die neun Teststände wurden im Abstand von jeweils 600 Metern eingerichtet. 500 Meter westlich jedes Teststandes befindet sich ein Windmessmast, der die Nabenhöhe der zugehörigen Windkraftanlage aufweist. Zwei je 45 Meter hohe Masten am nördlichen und südlichen Rand des Testfelds tragen Messgeräte für Windgeschwindigkeit und -richtung sowie Temperatur, Luftfeuchtigkeit und UV-Strahlung. Darüber hinaus wird die Windgeschwindigkeit und -richtung in unterschiedlichen Höhen von 45 bis 300 Meter mittels dreier LiDAR-Systeme gemessen.
Am nördlichen und südlichen Rand des Testfeldes befinden sich zudem zwei je 250 Meter hohe abgespannte Stahlfachwerkmasten (Nord, Süd), welche Befeuerungen zur Hinderniskennzeichnung tragen. Auf ihnen sind auch weitere Messgeräte wie Anemometer oder Windrichtungsgeber installiert.
Am südlichen Ende des Testfeldes findet sich ein Besucherzentrum mit freiem Eintritt. Neben Erklärungen zum Testfeld selbst und dessen Errichtung können im Außenbereich auch Teile eines Turmes, eine Nabe sowie ein Rotorblatt besichtigt werden.
Zudem gibt es von dort die Möglichkeit die derzeit aktiven Teststände zu Fuß zu besichtigen.

## Umstrittene Erweiterung 2010 mit Abholzung eines geschützten Waldes
2010 war die Entscheidung umstritten, Teile der Dünengehölzanpflanzung Østerild mit bis zu 1200 Hektar geschützten Waldes abzuholzen, die an einen Teil des Naturschutzgebietes Vejlerne angrenzt.

## Aktuelle Windkraftanlagen im Testfeld
| Teststand | Typ            | Hersteller          | Nabenhöhe | Rotordurchmesser | Gesamthöhe | Leistung  | Koordinaten                   | Bild | Bemerkungen                                 |
| --------- | -------------- | ------------------- | --------- | ---------------- | ---------- | --------- | ----------------------------- | ---- | ------------------------------------------- |
| 1         | SG 8.0-167 DD  | Siemens Gamesa      | 120 m     | 167 m            | 203,5 m    | 8000 kW   | 57° 5′ 3,8″ N, 8° 53′ 1,1″ O  |      | zuvor auf Teststand 6                       |
| 2         | V150-6.0 MW    | Vestas Wind Systems | 154 m     | 150 m            | 229 m      | 6000 kW   | 57° 4′ 44,4″ N, 8° 53′ 0,9″ O |      |                                             |
| 3         | V236-15.0 MW   | Vestas Wind Systems | 163 m     | 236 m            | 281 m      | 15.000 kW | 57° 4′ 5,4″ N, 8° 53′ 1,6″ O  |      | Europas stärkste und größte Windkraftanlage |
| 4         | V162-6.0 MW    | Vestas Wind Systems | 154 m     | 162 m            | 235 m      | 6000 kW   | 57° 4′ 25,3″ N, 8° 53′ 3″ O   |      |                                             |
| 5         | V155-3.3 MW    | Vestas Wind Systems | 140 m     | 155 m            | 217,5 m    | 3450 kW   | 57° 3′ 46,5″ N, 8° 53′ 1,8″ O |      |                                             |
| 6         | SG 14-236 DD   | Siemens Gamesa      | 160 m     | 236 m            | 278 m      | 14.000 kW | 57° 3′ 25,2″ N, 8° 53′ 2,9″ O |      |                                             |
| 7         | SG 14-222 DD   | Siemens Gamesa      | 160 m     | 222 m            | 271 m      | 14.000 kW | 57° 3′ 5,8″ N, 8° 53′ 2,6″ O  |      |                                             |
| 8         | SG 11.0-200 DD | Siemens Gamesa      | 140 m     | 200 m            | 240 m      | 11.000 kW |                               |      |                                             |
| 9         | GE 6.0-158     | GE Wind Energy      | 118 m     | 158 m            | 197 m      | 6000 kW   |                               |      |                                             |

## Frühere Windkraftanlagen im Testfeld
| Typ             | Hersteller                                            | Nabenhöhe | Rotordurchmesser | Gesamthöhe | Leistung | Baujahr | Rückbau | Bild | Bemerkungen |
| --------------- | ----------------------------------------------------- | --------- | ---------------- | ---------- | -------- | ------- | ------- | ---- | --- |
| MHI V174-9.5MW  | MHI Vestas Offshore Wind (jetzt: Vestas Wind Systems) | 130 m     | 174 m            | 217 m      | 9500 kW  | 2021    | 2022    |      | liegt in Einzelteilen hinter dem Besucherzentrum (November 2023) |
| SWT-7.0-154     | Siemens                                               | 120 m     | 154 m            | 197 m      | 7000 kW  |         | 2021    |      | |
| Haliade 150-6MW | GE Wind Energy                                        | 117 m     | 150 m            | 192 m      | 6000 kW  | 2016    | 2021    |      | Die Anlage wurde 2021 gesprengt |
| EN-120/3.0MW    | Envision                                              | 90 m      | 120 m            | 150 m      | 3000 kW  | 2015    | 2021    |      | Chinesische Windkraftanlage |
| V150-4.2 MW     | Vestas Wind Systems                                   | 137 m     | 150 m            | 212 m      | 4200 kW  | 2019    | 2021    |      | |
| V120-2.0MW      | Vestas Wind Systems                                   | 101 m     | 120 m            | 159 m      | 2000 kW  | 2018    | 2020    |      | |
| V136-3.45MW     | Vestas Wind Systems                                   | 116 m     | 136 m            | 184 m      | 3450 kW  | 2016    | 2020    |      | Kabel abgespannter Turm |
| V126-3.45MW     | Vestas Wind Systems                                   | 137 m     | 126 m            | 200 m      | 3450 kW  |         | 2019    |      | |
| SWT-8.0-154     | Siemens                                               | 120 m     | 154 m            | 197 m      | 8000 kW  | 2017    | 2018    |      | Der 2017 errichtete Prototyp der Siemens SWT-8.0-154 war die einzige von dieser Baureihe errichtete Anlage weltweit. Anstelle dieser Anlage wurde 2018 die SG 8.0-167 DD aufgebaut. |
| MHI Vestas V164 | MHI Vestas Offshore Wind                              | 140 m     | 164 m            | 222 m      | 9500 kW  | 2014    | 2017    |      | Nach einem Brand im Jahr 2017 wurde diese Anlage demontiert. Anstelle dieser Anlage wurde 2018 die V120-2.0MW in Betrieb genommen.                                                  |
| V110-2.0MW      | Vestas Wind Systems                                   | 98 m      | 110 m            | 153 m      | 2000 kW  |         |         |      | |
| SWT-4.0-130     | Siemens                                               | 110 m     | 130 m            | 175 m      | 4000 kW  | 2012    | 2017    |      | Erste Windkraftanlage im Testfeld |